# IC 277
IC 277 ist eine Balken-Spiralgalaxie vom Hubble-Typ SBbc mit hoher Sternentstehungsrate im Sternbild Walfisch südlich der Ekliptik. Sie ist schätzungsweise 128 Millionen Lichtjahre von der Milchstraße entfernt und hat einen Durchmesser von etwa 80.000 Lichtjahren. Vom Sonnensystem aus entfernt sich die Galaxie mit einer errechneten Radialgeschwindigkeit von näherungsweise 2.900 Kilometern pro Sekunde. Gemeinsam mit vier weiteren Galaxien bildet sie die NGC 1137-Gruppe (LGG 79).
Im selben Himmelsareal befinden sich unter anderem die Galaxien PGC 11335, PGC 90649, PGC 1230912, PGC 1233728.
Das Objekt wurde am 6. Januar 1894 von dem französischen Astronomen Stéphane Javelle entdeckt.